# La isla del adiós
La isla del adiós (en inglés, Islands in the Stream) es una película dramática estadounidense de 1977 en la que es una adaptación de la novela póstuma de Ernest Hemingway de 1970 Islands in the Stream. La película fue dirigida por Franklin J. Schaffner y protagonizada por George C. Scott, Hart Bochner, Claire Bloom, Gilbert Roland y David Hemmings.

## Argumento
El artista Thomas Hudson es un estadounidense que ha dejado el mundo civilizado para una vida sencilla en el Caribe. Schaffner cuenta la historia en cuatro partes:
- La isla - Presenta a Hudson y a la gente que conoce. Está ambientada en las Bahamas, alrededor de 1940. Tom está preocupado por su amigo Eddy, a quien le encanta beber y pelear con cualquiera que encuentre. Más tarde, los residentes de la isla y Tom celebran el aniversario de la Reina Madre.
- Los chicos - Semanas después de las celebraciones por la Reina Madre, Tom se reúne con sus tres hijos. Es un reencuentro agridulce, porque los dejó a ellos y a su esposa Audrey cuatro años antes. Más tarde van en una desafiante caminata de pesca para atrapar un Marlin. El segmento termina cuando los chicos regresan a los Estados Unidos, donde el hijo mayor Tom se une a la Royal Air Force a tiempo para la batalla de Inglaterra. Su padre les escribe y les cuenta en un monólogo lo mucho que los extraña.
- La mujer - La esposa de Tom, Audrey, es presentada. Ella aparece inesperadamente y Tom se pregunta si quieren volver a estar juntos. Tom ya le ha dicho a su hijo mayor que nunca ha amado a nadie más. Sin embargo, ella revela que se va a casar de nuevo, aunque claramente todavía tiene sentimientos por Tom. Tom está perplejo acerca de por qué ella ha regresado y enojado, luego se da cuenta de por qué: ella está allí para decirle que el joven Tom está muerto. Se consuelan mutuamente, luego ella se va, según lo planeado.
- El viaje - Tom intenta ayudar a los refugiados que huyen de los nazis. Está acompañado por Joseph y Eddy. Deja las aguas territoriales británicas de las Bahamas por la neutral Cuba, Tom encuentra a los refugiados y trata de conducirlos al puerto de La Habana y, en última instancia, a los Estados Unidos. Le preocupa que no pueda confiar en Eddy, que los refugiados no sobrevivan al viaje, y que este viaje pueda ser un suicidio para todos los involucrados si se enfrentan a la Guardia Costera cubana. Justo antes de su objetivo, aparece una cañonera cubana, pero Tom salva a sus pasajeros organizando una distracción para los marineros cubanos, y los refugiados llegan a tierra firme. Tom espera salvar su propio barco derramando combustible en el agua, que luego enciende. Mientras la tripulación de Tom sobrevive, es abatido por los disparos del barco cubano. Mientras flota entre la vida y la muerte, Tom tiene una visión de su amada casa junto al mar, ahora vacía. Allí se le unen Audrey y sus hijos. Se abrazan y luego salen de la casa. Sabiendo que su vida está a punto de terminar, Tom reflexiona que fue muy afortunado al tener la vida que llevó.

## Reparto
- George C. Scott como Thomas Hudson
- David Hemmings como Eddy
- Gilbert Roland como el capitán Ralph
- Susan Tyrrell como Lil
- Richard Evans como Willy
- Claire Bloom como Audrey Hudson
- Julius Harris como Joseph
- Hart Bochner como Tom Hudson
- Brad Savage como Andrew Hudson
- Michael-James Wixted como David Hudson
- Hildy Brooks como Helga Ziegner